# 夢幻的笑容
《夢幻的笑容》是香港歌手譚詠麟發行第27張粵語專輯， 這張專輯整體水平非常高， 公認的校長中後期最經典的唱片之一  ，《情憑誰來定錯對》和《講不出再見》皆為他在90年代的首本名曲。
第一主打是與專輯同名歌曲《夢幻的笑容》（改编自Timmy Thomas 《(Dying Inside) To Hold You》(1990)），惟反應一般（903排名最高14位）。廣為人知的一首歌《情憑誰來定錯對》其實是第二主打，改編自已故韓國藝人金賢植(김현식, 1958 - 1990）的遺作《我的愛在我身邊(내 사랑 내 곁에)》。金賢植(김현식)身為當時韓國當紅藝人，卻於事業高峰期罹患愛滋病，誘發肝硬化身亡。譚詠麟曾表示這首歌是他最喜歡的作品之一，更希望唱片公司引入歌曲的樂譜，改為廣東話版發行，經幾番波折後終於在1993年正式灌錄二次創作版本，並親自填詞。歌曲推出後華人地區傳唱度極高，在中港卡拉OK市場大受歡迎，更登上十大中文金曲及新開榜的新城榜冠軍歌位置。
其他主打歌例如《講不出再見》、《再見亦是淚》及《一首歌一個故事》也廣受樂迷及音樂界人士歡迎。20年後校長的新專輯《銀河歲月》亦為此唱片的三首歌《情憑誰來定錯對》、《再見亦是淚》及《一首歌一個故事》重新編曲，加強管弦樂效果，營造Hi-fi發燒天碟之效。
《講不出再見》本是《譚詠麟94純金曲演唱會（香港大球場）》的謝幕曲，現時這首歌早已在內地流行起來，成为广州恒大球迷送别主帅离开的主题曲，足以證明廣東歌能於內地龐大的市場立足。至2015年，內地歌手孫楠於湖南衞視綜藝節目我是歌手3演繹《講不出再見》致敬这位偶像。

## 曲目
|     | 歌名           | 作曲                                             | 填詞   | 編曲          | 監製   |
| --- | -------------- | ------------------------------------------------ | ------ | ------------- | ------ |
| 1.  | 夢幻的笑容     | Danny & Eddy Van Passel Gyle Waddy Hans Weekhout | 簡寧   | 唐奕聰        | 黃祖輝 |
| 2.  | 情憑誰來定錯對 | 吳太淏（오태호）                                 | 譚詠麟 | 盧東尼        | 葉廣權 |
| 3.  | 美女與野獸     | 林伊笙                                           | 潘偉源 | 盧東尼        | 黃祖輝 |
| 4.  | 一段浪漫       | 草生                                             | 向雪懷 | 周啟生        | 葉廣權 |
| 5.  | 狂小子         | 濱圭介                                           | 潘偉源 | 盧東尼        | 黃祖輝 |
| 6.  | 但願與她相擁   | 瑪麗·芙瑞德克森 Per Gessle                       | 簡寧   | Richard Yuen  | 葉廣權 |
| 7.  | 講不出再見     | 趙容弼                                           | 向雪懷 | 杜自持        | 黃祖輝 |
| 8.  | 下雨晚上       | 譚詠麟                                           | 小美   | Donald Ashley | 葉廣權 |
| 9.  | 一首歌一個故事 | 林慕德                                           | 林夕   | 林慕德        | 黃祖輝 |
| 10. | 再見亦是淚     | 熊美玲                                           | 黃真   | 盧東尼        | 葉廣權 |